# Арсамендия, Сантьяго
Сантьяго Арсамендия Дуарте (исп. Santiago Arzamendia Duarte; родился 5 мая 1997 года в Ванде, провинция Мисьонес, Аргентина) — парагвайский футболист, полузащитник испанского клуба «Кадис», выступающий на правах аренды за парагвайский «Серро Портеньо».
Сантьяго родился в Аргентине, но в возрасте 13 лет переехал в Парагвай.

## Биография
Арсамендия — воспитанник клуба «Серро Портеньо». 9 июля 2015 года в матче против «Депортиво Капиата» он дебютировал в парагвайской Примере. В своём дебютном сезоне Арсамендия стал чемпионом страны. В 2017 году он вновь помог клубу выиграть чемпионат. 17 февраля 2018 года в поединке против Соль де Америка Сантьяго забил свой первый гол за «Серро Портеньо».

## Достижения
Командные
 «Серро Портеньо»
- Чемпион Парагвая (2) — Клаусура 2015, Клаусура 2017